# 陳玉珍 (檢察官)
陳玉珍（20世纪—），曾任臺灣高等法院檢察署檢察官，因涉嫌索賄遭羈押，是臺灣司法史上第一位涉貪被羈押的女性司法官。2013年，檢方起訴陳玉珍，指控她涉嫌收賄金額高達新臺幣2,325萬元，為歷年司法官貪瀆案最高額。

## 生平
- 國立中興大學法商學院（今國立臺北大學）法律系司法組畢業，美國杜蘭大學法學碩士。司法官訓練所廿五期結業。曾於宜蘭地檢署、板橋地檢署（今新北地檢署）擔任主任檢察官。

- 1999年，代表法務部參加全國司法改革會議。

## 參與案件
- 曾參與偵辦尹清楓命案、蘇建和案。被譽為司法界的明日之星。[2]
- 2002年，指揮海巡署人員，在海上偵破基隆籍漁船「穎昇八號」從菲律賓走私軍火案。

## 爭議事件
2012年11月12日，最高檢察署特偵組執行正己專案，傳訊陳玉珍，隨後聲押獲准。檢方收到檢舉，指稱陳玉珍於板橋地檢署主任檢察官任內，利用職務按月收受電玩業者施永華的賄款，予以護航，同時涉嫌洗錢。陳玉珍則反控電玩業者誣告。
2013年3月8日，特偵組偵查終結，認定陳玉珍涉嫌以職務包庇賭博電玩業者，並收受賄款，以違背職務收賄罪起訴，求處無期徒刑。3月8日，臺北地方法院以陳玉珍涉嫌重大、屬最輕本刑五年以上有期徒刑之罪、恐有串證滅證及逃亡之虞，裁定羈押禁見。
2013年5月1日，臺北地方法院開庭，陳玉珍當庭向法官承認收賄81次共新臺幣2,325萬元、以及利用職權不起訴違法賭博業者，繳回所有犯罪所得。7月18日，台北地方法院一審宣判，依貪污罪判陳玉珍有期徒刑12年、褫奪公權5年。
2018年10月16日，台灣高等法院二審宣判，依貪污罪判陳玉珍有期徒刑12年、褫奪公權5年。
2019年2月27日，最高法院三審宣判，依貪污罪判陳玉珍有期徒刑12年、褫奪公權5年定讞。